# Kanton Puurs-Sint-Amands
Kanton Puurs-Sint-Amands is een kieskanton in de provincie Antwerpen en het arrondissement Mechelen. Het is de bestuurslaag boven die van de desbetreffende gemeenten. Tot 1970 was er ook een gerechtelijk kanton Puurs met een vredegerecht.

## Kieskanton Puurs-Sint-Amands
Het kieskanton Puurs-Sint-Amands ligt in het provinciedistrict Mechelen, het kiesarrondissement Mechelen-Turnhout en ten slotte de kieskring Antwerpen. Het beslaat de gemeenten Bornem & Puurs-Sint-Amands en bestaat uit 43 stembureaus.

### Structuur
| Puurs-Sint-Amands | Puurs-Sint-Amands | Supranationaal         | Nationaal                         | Nationaal           | Gemeenschap         | Gewest              | Provincie           | Arrondissement    | Provinciedistrict | Kanton            | Gemeente                   | District         |
| ----------------- | ----------------- | ---------------------- | --------------------------------- | ------------------- | ------------------- | ------------------- | ------------------- | ----------------- | ----------------- | ----------------- | -------------------------- | ---------------- |
| Administratief    | Niveau            | Europese Unie          | België                            | België              | Vlaanderen          | Vlaanderen          | Antwerpen           | Mechelen          | Mechelen          | Mechelen          | Puurs-Sint-Amands & Bornem | -                |
| Administratief    | Bestuur           | Europese Commissie     | Belgische regering                | Belgische regering  | Vlaamse regering    | Vlaamse regering    | Deputatie           | Deputatie         | Deputatie         | Deputatie         | Gemeentebestuur            | Districtscollege |
| Administratief    | Raad              | Europees Parlement     | Kamer van volksvertegenwoordigers | Vlaams Parlement    | Vlaams Parlement    | Vlaams Parlement    | Provincieraad       | Provincieraad     | Provincieraad     | Provincieraad     | Gemeenteraad               | Districtsraad    |
| Kiesomschrijving  | Kiesomschrijving  | Nederlands Kiescollege | Kieskring Antwerpen               | Kieskring Antwerpen | Kieskring Antwerpen | Kieskring Antwerpen | Kieskring Antwerpen | Mechelen-Turnhout | Mechelen          | Puurs-Sint-Amands | Puurs-Sint-Amands & Bornem | -                |
| Verkiezing        | Verkiezing        | Europese               | Federale                          | Federale            | Vlaamse             | Vlaamse             | Provincieraads-     | Provincieraads-   | Provincieraads-   | Provincieraads-   | Gemeenteraads-             | Districtsraads-  |

### Uitslagen Verkiezing Vlaams Parlement
In 1999 waren er 33.704 stemgerechtigden, in 2004 34.182 en in 2009 nam dit aantal toe tot 35.264. Hiervan brachten respectievelijk 31.178 (1999), 31.682 (2004) en 32.604 (2009) een stem uit.
| Partij                      | 1999   | 2004   | 2009   |
| --------------------------- | ------ | ------ | ------ |
| SP/ sp.a-Spirit / sp.a      | 13,03% | 16,72% | 10,41% |
| CVP / CD&V                  | 30,51% | x      | 41,46% |
| CD&V-N-VA                   | x      | 35,28% | x      |
| N-VA                        | x      | x      | 12,38% |
| VU-iD21                     | 9,02%  | x      | x      |
| VLD / VLD-Vivant / Open Vld | 15,11% | 15,32% | 9,43%  |
| Vivant                      | 1,25%  | x      | x      |
| AGALEV / Groen!             | 13,65% | 7,22%  | 5,52%  |
| Vlaams Blok / Vlaams Belang | 16,19% | 24,24% | 14,46% |
| LDD                         | x      | x      | 4,59%  |
| PVDA                        | 0,65%  | 0,43%  | 0,78%  |
| SLP                         | x      | x      | 0,49%  |
| Andere Partijen             | 0,59%  | 0,80%  | 0,49%  |
| Blanco of Ongeldig          | 3,85%  | 4,04%  | 3,77%  |